# San Diego Canguihuindo
San Diego Canguihuindo är en ort i Mexiko.   Den ligger i kommunen Actopan och delstaten Hidalgo, i den sydöstra delen av landet, 100 km norr om huvudstaden Mexico City. San Diego Canguihuindo ligger 2 087 meter över havet och antalet invånare är 416.
Terrängen runt San Diego Canguihuindo är kuperad österut, men västerut är den platt. Terrängen runt San Diego Canguihuindo sluttar västerut. Runt San Diego Canguihuindo är det ganska tätbefolkat, med 166 invånare per kvadratkilometer. Närmaste större samhälle är Actopan, 5,1 km sydväst om San Diego Canguihuindo. I omgivningarna runt San Diego Canguihuindo växer huvudsakligen savannskog.